# Spring Breakin’
Spring Breakin’ – to coroczny program telewizyjny o wrestlingu, produkowany obecnie przez amerykańską promocję WWE dla jej rozwojowego brandu NXT. Od swojego powstania w 2022 roku odbywa się co roku jako program telewizyjny NXT. Nazwa wydarzenia nawiązuje do tego, że odbywa się ono wiosną, ponieważ wszystkie wydarzenia odbywały się w kwietniu lub maju.

## Historia
Inauguracyjne wydarzenie Spring Breakin’ odbyło się jako specjalny odcinek NXT 3 maja 2022 roku i odbyło się w macierzystej bazie NXT, WWE Performance Center w Orlando na Florydzie. Potwierdzono, że drugi Spring Breakin’ odbędzie się w następnym roku, ustanawiając Spring Breakin’ corocznym wiosennym wydarzeniem NXT. 9 kwietnia 2024 na odcinku NXT ogłoszono, że trzeci Spring Breakin’ odbędzie się 23 i 30 kwietnia 2024, tym razem rozszerzony do dwuczęściowego odcinka specjalnego.

## Lista gal
| Nr | Gala                   | Data             | Lokalizacja      | Arena                  | Walka wieczoru                                                                                          | Przypis |
| -- | ---------------------- | ---------------- | ---------------- | ---------------------- | --- | ------- |
| 1  | Spring Breakin’ (2022) | 3 maja 2022      | Orlando, Floryda | WWE Performance Center | Bron Breakker (c) vs. Joe Gacy Singles match o NXT Championship                                         | [ 4 ]   |
| 2  | Spring Breakin’ (2023) | 25 kwietnia 2023 | Orlando, Floryda | WWE Performance Center | Indi Hartwell (c) vs. Roxanne Perez vs. Tiffany Stratton Triple threat match o NXT Women’s Championship | [ 5 ]   |
| 3  | Spring Breakin’ (2024) | 23 kwietnia 2024 | Orlando, Floryda | WWE Performance Center | Ilja Dragunov (c) vs. Trick Williams Singles match o NXT Championship                                   | [ 6 ]   |
| 3  | Spring Breakin’ (2024) | 30 kwietnia 2024 | Orlando, Floryda | WWE Performance Center | Lola Vice vs. Natalya NXT Underground match                                                             | [ 7 ]   |